# Vladimir Konstantinovitch Pilkine
Vladimir Konstantinovitch Pilkine (en russe : Владимир Константинович Пилкин), né le 11 juillet 1869 à Saint-Pétersbourg et mort le 6 janvier 1950 à Nice est un Kontr-admiral russe, ministre de la Marine du gouvernement de l'Armée du Nord-Ouest (gouvernement créé le 11 août 1919 à Tallinn - le traité de paix de Tartu mit fin à ce gouvernement en février 1920).

## Biographie
Le 10 septembre 1890 au grade d'aspirant de marine, Vladimir Konstantinovitch Pilkine sortit diplômé de l'Académie navale. Jeune marin, entre 1892 et 1896, il navigua à bord du croiseur Razboïnik. Le 14 mai 1896 il fut élevé au grade Lieutenant de marine. Entre 1897 et 1898 il étudia la lutte anti-mines. De nouveau il reçut son affectation pour servir sur le croiseur Razboïnik (1898-1899).
En 1900, Vladimir Konstantinovitch Pilkine séjourna en France afin de superviser la construction du cuirassé Tsarevitch (Classe Borodino - construction le 20 juin 1899 - lancement le 10 février 1901 - mis en service le 21 août 1903 - mis hors service en 1925 - démantèlement en 1925). Le 16 octobre 1901, au cours du voyage du Tsarevitch de Toulon à Port-Arthur, il servit en qualité d'officier supérieur à bord de ce bâtiment de guerre (1901-1904) et intégra l'escadron de la Flotte du Pacifique.

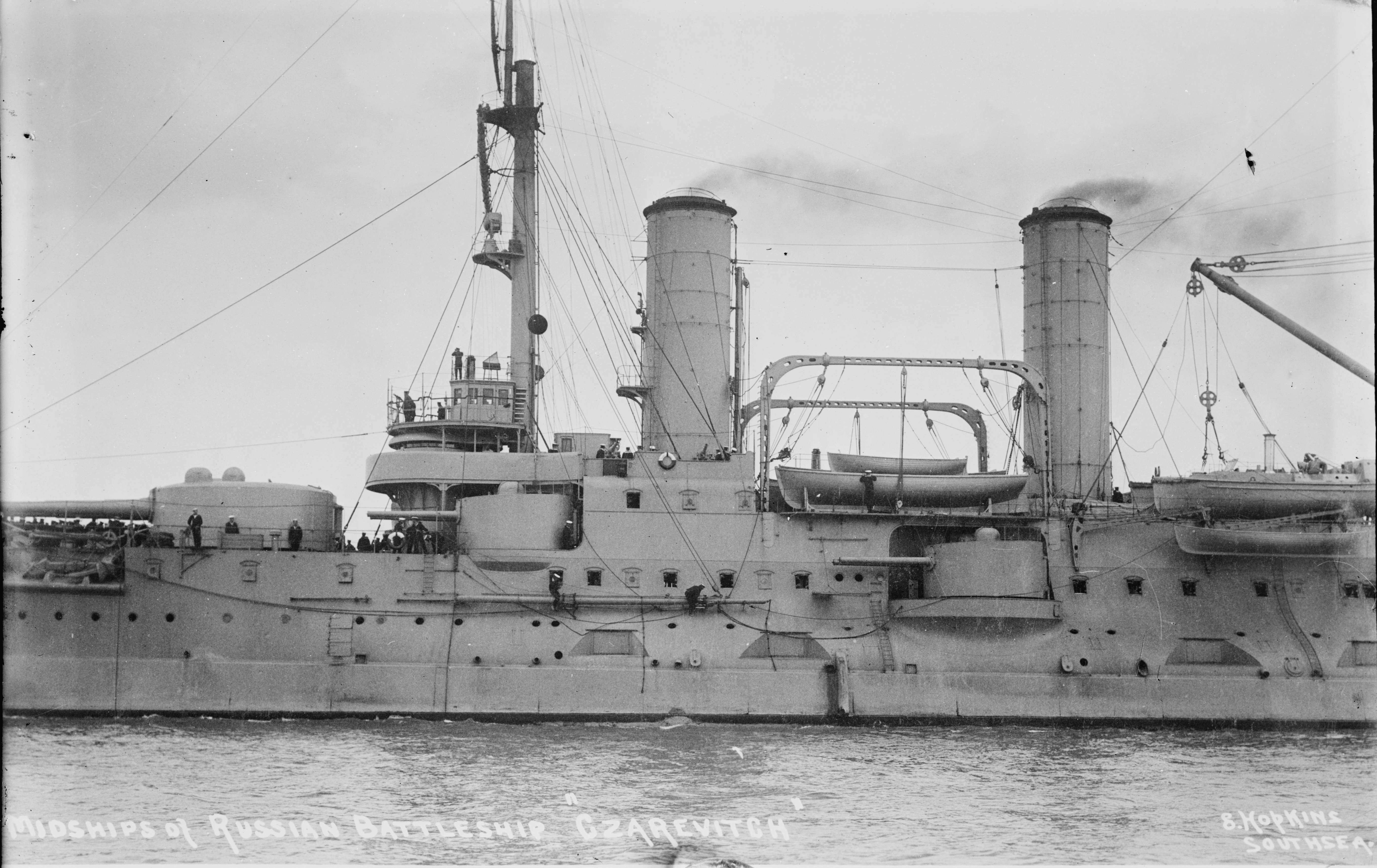
Le cuirassé Tsarevitch.

Au cours de la Guerre russo-japonaise (1904-1905) Vladimir Pilkine prit part à la défense de Port-Arthur et à la bataille de la mer Jaune (28 juillet 1904).
Du 5 juin 1906 au 11 juin 1907, en qualité d'officier supérieur (capitaine deuxième rang - nomination le 5 juin 1906) Vladimir Konstantinovitch Pilkine servit sur le croiseur de mines Steregouchtchi puis fut transféré sur le destroyer Poslouchni sur lequel il servit du 11 juin 1916 au 17 décembre 1907. À cette date, il fut nommé major-général. En 1908, il sortit diplômé de l'Académie navale Nikolaïev.
Le 27 août 1908 Vladimir Konstantinovitch Pilkine fut nommé chef d'état-major de la marine, il occupa ce poste jusqu'au 14 octobre 1909. Le 26 novembre 1911, il fut élevé au grade de capitaine (premier rang - grade correspondant à celui de colonel dans l'infanterie ou l'armée de l'air)
Le 14 octobre 1909 Vladimir Konstantinovitch Pilkine exerça le commandement sur le destroyer Vsadnik puis fut transféré sur le cuirassé Petropavlovsk où il exerça brièvement le commandement (15 novembre 1915-21 novembre 1916).
En mer Baltique, comme membre de la Commission, le 22 janvier 1912, Vladimir Konstantinovitch Pilkine supervisa la construction des navires. En 1912 il commanda à bord du Pierre le Grand puis le 14 mai 1913 fut affecté sur le Tsarevitch, il fut relevé de son commandement le 2 octobre 1913, mais promu contre-amiral le 23 décembre 1913.
Du 6 décembre 1916 à 1917 Pilkine dirigea la 1re brigade de croiseurs de la Flotte de la mer Baltique.
Atteint de tuberculose, Vladimir Konstantinovitch Pilkine fut envoyé en sanatorium en Finlande où il demeura jusqu'en 1918.

### Révolution russe
Au cours de la Guerre civile russe Vladimir Konstantinovitch Pilkine fut le ministre de la Marine du gouvernement de l'Armée du Nord-Ouest placée sous le commandement du général d'infanterie Nikolaï Ioudenitch (1862-1933).

### Exil
Vladimir Konstantinovitch Pilkine émigra en France, il s'installa à Nice et occupa le poste de Président d’une association de marins russes en exil.

### Décès
Vladimir Konstantinovitch Pilkine décéda le 6 janvier 1950 à Nice.

### Famille
Fils de l'amiral Konstantin Pavlovitch Pilkine et de Maria Pavlovna Leman (1824-1913), frère d'Alexeï Konstantinovitch Pilkine (1881-1960) et petit-fils du major-général Pavel Feodorovitch Pilkine.
Épouse le 12 mars 1902 sa cousine, Maria Konstantinovna Leman dont il aura 2 fille (Maria 1908-1923 et Vera 1910-1993 et un fils) 

## Distinctions
- 6 décembre 1892 : Ordre de Saint-Stanislas (troisième classe)
- 6 décembre 1903 : Ordre de Sainte-Anne (troisième classe)
- 7 août 1906 : Ordre de Saint-Vladimir (quatrième classe avec glaive et ruban)
- 1909 : Ordre de Saint-Stanislas (deuxième classe)
- 1er septembre 1914 : Ordre de Saint-Vladimir (troisième classe)
- 11 janvier 1916 : Ordre de Saint-Vladimir (troisième classe avec glaives)
- 1916: officier de la Légion d'honneur[2]